# Gemeentelijke Dienst Herhuisvesting
De Gemeentelijk Dienst Herhuisvesting was een gemeentelijke dienst in Amsterdam.

## Geschiedenis
De verdeling van de schaarse woonruimte na de tweede wereldoorlog in Amsterdam werd geregeld in de woonruimtewet uit 1947. Dit werd uitgevoerd en gehandhaafd door de Gemeentelijke Dienst Volkshuisvesting. Deze dienst hield zich bezig met de productie, het beheer en de distributie van woningen in Amsterdam waar wachtlijsten bestonden ook toen bijna 80% van het woningbestand uit sociale huurwoningen bestond.
Tijdens een reorganisatie werd besloten hiervoor een aparte Gemeentelijke Dienst Herhuisvesting op te richten per 1 januari 1972. Woningzoekende vanaf 27 jaar konden zich bij de dienst inschrijven en kwamen op een wachtlijst te staan en kregen een urgentiebewijs. De dienst distributeerde de huurwoningen zo eerlijk als mogelijk, maar met voorrang voor degene die door stadsvernieuwing hun woning moesten verlaten. De bedoeling was dat de dienst een tijdelijke karakter zou hebben. Het kantoor van de dienst was vanaf 1972 gevestigd aan de Passeerdersgracht maar eind 1973 verhuisde de dienst naar een kantoor in de Van Reigersbergenstraat 2. Het oude gebouw werd onmiddellijk gekraakt. In 1974 werd de leeftijdsgrens voor een urgentiebewijs verlaagd naar 25 jaar en in 1978 naar 18 jaar. De wachttijd voor een huurwoning kon hierdoor oplopen tot zes jaar.
De dienst had het recht de helft van alle vrijkomende huurwoningen met een huurprijs tussen een bepaalde ondergrens en bovengrens, de claimgrens, voor haar klanten te bestemmen. De dienst wees de vrijkomende huurwoningen zelf toe waarbij de verhuurder met de kandidaat akkoord moest gaan zowel particulieren huiseigenaren als woningbouwverenigingen. De andere helft kon zelf worden toegewezen, bij woningbouwverenigingen konden leden inschrijven waarbij de duur van het lidmaatschap de urgentievolgorde bepaalde. 
Voor de groeikernen in overloopgemeenten kon de dienst beschikken over contigenten huurwoningen voor haar woningzoekenden. Deze gemeenten waren Hoorn, Alkmaar, Purmerend, Lelystad en Almere en deze werkten nauw samen met de dienst.
Eind jaren zeventig, begin jaren tachtig, stagneerde de bouwproductie en steeg de woningnood. De dienst had steeds meer moeite de regels te handhaven en kon haar centrale rol op het gebied van woningdistributie niet meer naar wens uitvoeren. Door de steeds langere wachtlijst van urgenten had de dienst steeds meer moeite de regels te handhaven en de ambtenaren protesteerde hierdoor. Dit leidde tot een demonstratie en werkonderbreking in 1980 tegen het beleid van politiek verantwoordelijke wethouder Gerrit Jan Wolffensperger. Vrij naar voormalig wethouder Jan Schaefer: "Ook in een urgentiebewijs kun je niet wonen". 
In 1985 kwam er de nieuwe woonruimteverordening, waarin vrijkomende huurwoningen voortaan in samenwerking met woningcorporaties en huiseigenaren werden toegewezen. Besloten werd de dienst te reorganiseren en de verdeling van woningen na 1985 vond plaats volgens een nieuwe woonruimteverordening, van een gemengd model waarbij de woningdistributie in samenwerking met de woningcorporaties en huiseigenaren plaats vond. 
Het kantoor verhuisde naar de voormalige Diamantbeurs op het Weesperplein 4. In 1994 ging de dienst op in de Stedelijke Woningdienst Amsterdam.

## Van Reigersbergenstraat 2
Het gebouw werd niet specifiek voor de dienst gebouwd. Het maakte deel uit van een terrein aan de Kostverlorenvaart waarop meerdere gemeentelijke diensten waren gevestigd, toen nog aan de rand van de stad. De vestiging was een voortvloeisel uit de verhuizing van de Stadstimmertuin (timmerwerf, stratenmakerswerf etc.) vanaf de Amstel in 1899. Ontwerp was in handen van de Dienst der Publieke Werken. Diezelfde dienst werd er gevestigd. In het gebouw werd in 1973 onder leiding van die dienst een grote verbouwing gehouden om het om te bouwen van de "Centrale Voorziening Dienst" naar Herhuisvesting.  Burgemeester Ivo Samkalden kwam het op 6 december 1973 openen. Het complex haalde haar eeuwfeest niet; in 1987 was alles van GDH verdwenen om plaats te maken voor woningbouw in de vorm van torens onder leiding van architecten Lucien Latour en Rikkert Wijk (Latour & Wijk), die tevens de plattegrond van het buurtje langs de vaart verzorgden. Een geschil met de Dienst Ruimtelijke Ordening (gesloten bouwblokken) leverde vertraging op; in 1994 waren de woningen klaar.

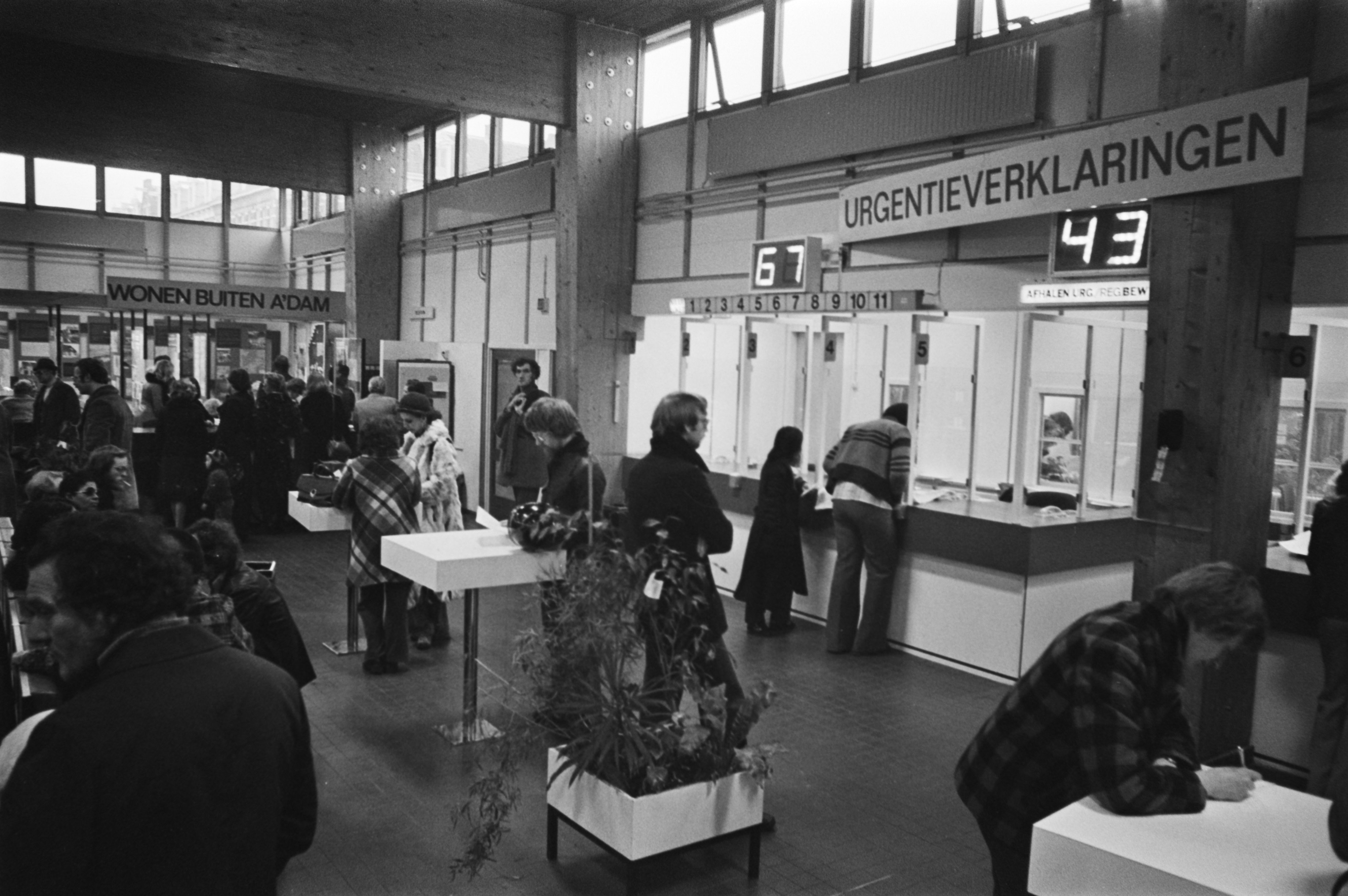
Drukte bij het kantoor Van Reigersbergenstraat in april 1977
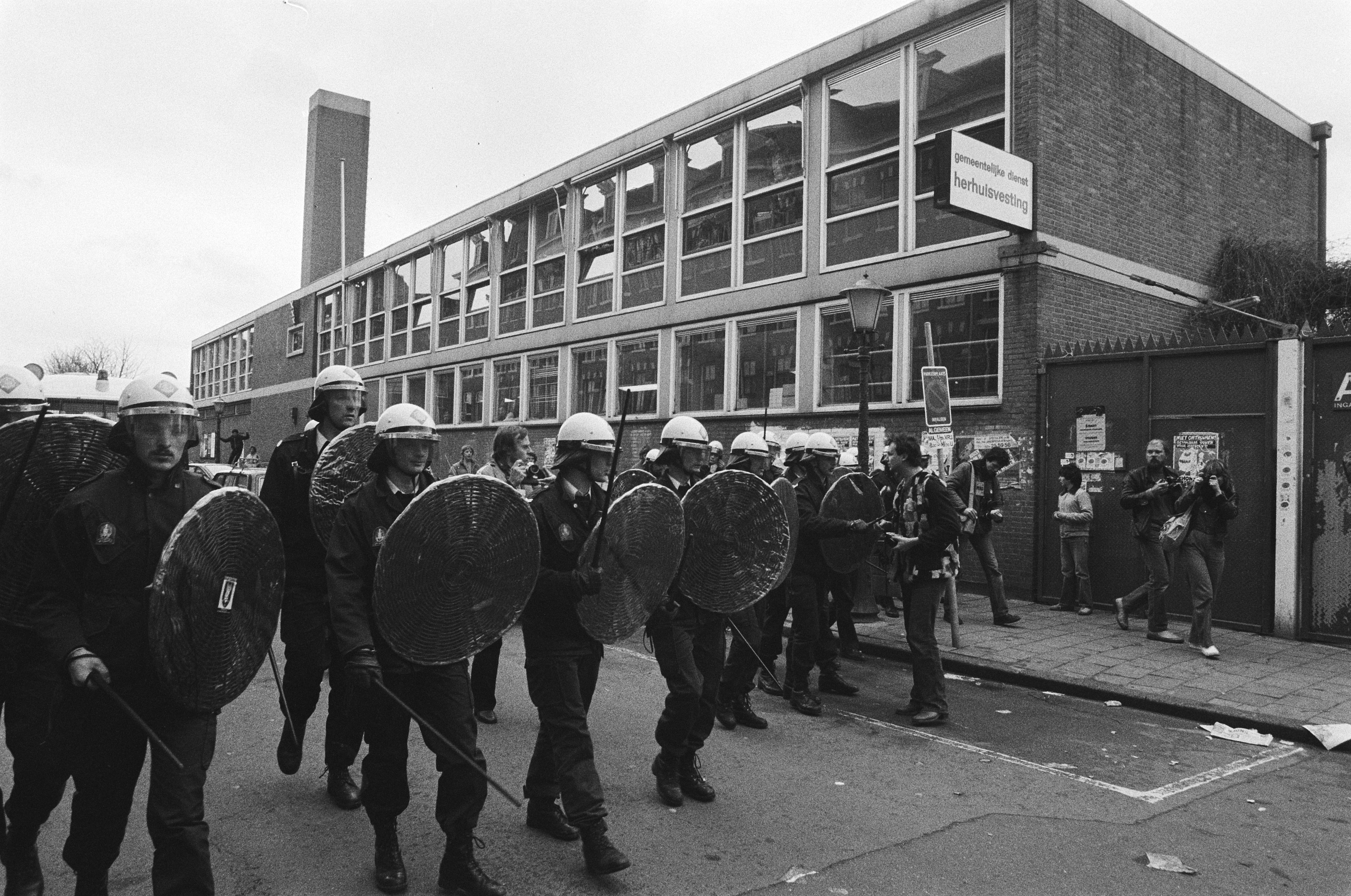
Gebouw in 1980 met opnieuw krakers